# Comăna de Jos

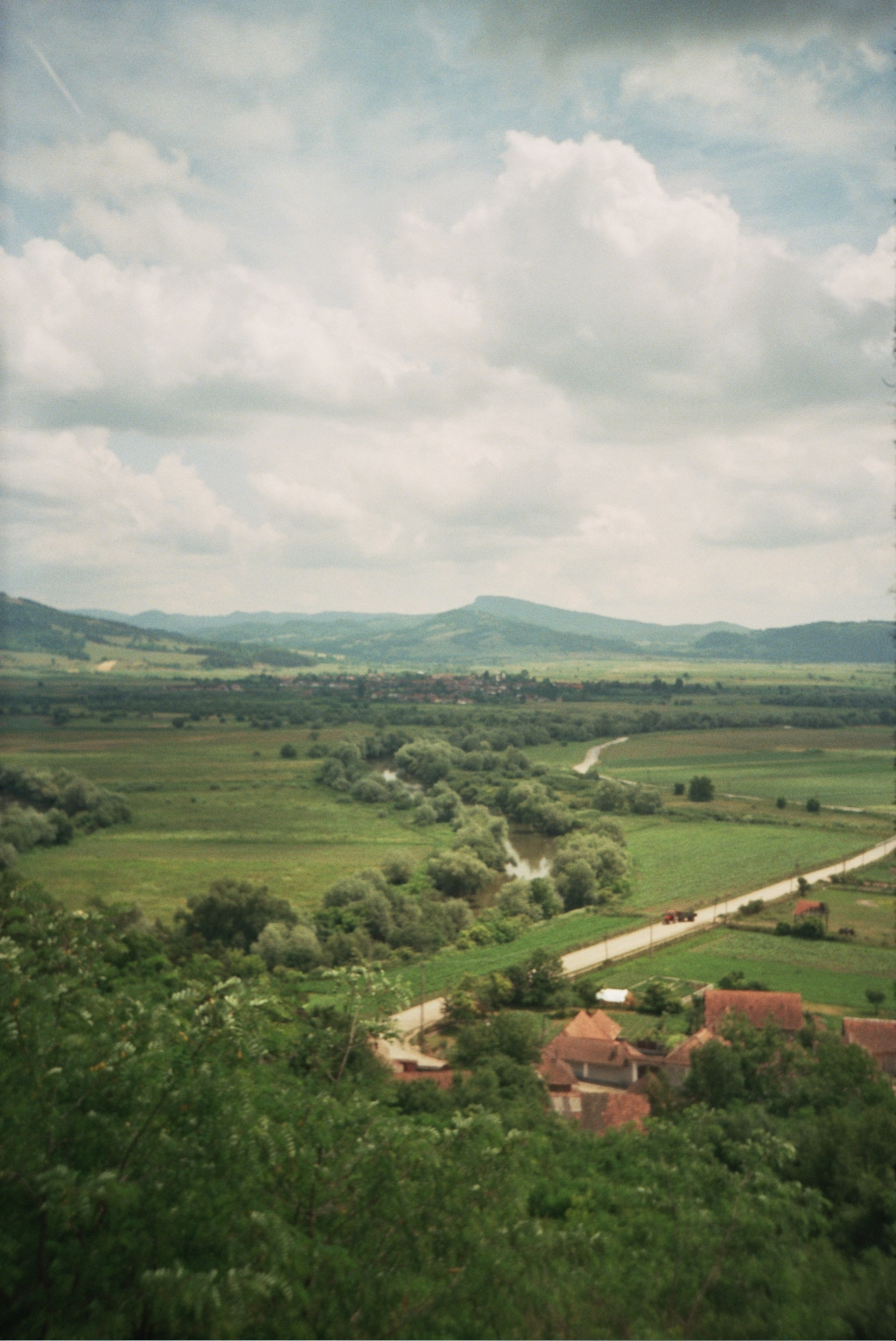
Vy över Comăna de Jos.

Comăna de Jos är en by i județet Brașov i Transsylvanien i centrala Rumänien. Comăna de Jos tillhör kommunen Comăna och hade 986 invånare vid folkräkningen 2002.